# Varjūshān
Varjūshān (persiska: ورجوشان) är en ort i Iran.   Den ligger i provinsen Zanjan, i den nordvästra delen av landet, 250 km väster om huvudstaden Teheran. Varjūshān ligger 1 804 meter över havet och antalet invånare är 708.
Terrängen runt Varjūshān är en högslätt. Runt Varjūshān är det ganska glesbefolkat, med 34 invånare per kvadratkilometer. Närmaste större samhälle är Qīdar, 10,3 km väster om Varjūshān. Trakten runt Varjūshān består i huvudsak av gräsmarker.